# Iiwake Maybe
Iiwake Maybe (言い訳Maybe? lett. "Una scusa, forse") è un brano musicale delle AKB48, pubblicato come loro tredicesimo singolo il 26 agosto 2009. È il primo singolo del gruppo, in cui i membri partecipanti sono stati scelti per elezione. A sorpresa, il singolo ha battuto in incassi gli SMAP al primo giorno nei negozi, arrivando però soltanto alla seconda posizione della classifica settimanale Oricon.

## Tracce
CD singolo
1. Iiwake Maybe (言い訳Maybe?) - 4:09
2. Tobenai agehachō (飛べないアゲハチョウ?) - 3:41
3. Iiwake Maybe (off vocal ver.) - 4:09
4. Tobenai agehachō (off vocal ver.) - 3:41

Durata totale: 15:49

## Classifiche
| Classifica (2009)                 | Posizione più alta |
| --------------------------------- | ------------------ |
| Billboard Billboard Japan Hot 100 | 2                  |
| Oricon weekly singles             | 2                  |